# Новопокровка (Барабинский район)
Новопокро́вка — упразднённый посёлок в Барабинском районе Новосибирской области. На момент упразднения входил в состав Новогутовского сельсовета. В 1957 году посёлок включен в состав города Барабинска и исключен из учётных данных.

## География
В настоящее время территория посёлка соответствует юго-западной части города Барабинска.

## История
Посёлок Ново-Покровский был основан в 1896 году. В 1926 году состоял из 76 хозяйств. В административном отношении входил в состав Ново-Черновского сельсовета Барабинского района Барабинского округа Сибирского края.
Решением Новосибирского облисполкома от 30.07.1957 г. № 339а посёлок Новопокровка Новогутовского сельсовета включен в состав города Барабинска.

## Население
По переписи 1926 г. в посёлке проживало 407 человек (205 мужчин и 202 женщины), основное население — русские